# Stesicoro (metropolitana di Catania)
Stesicoro è una stazione della metropolitana di Catania, posta sulla tratta metropolitana che si dirama dalla stazione di Galatea, e che quindi si discosta dal vecchio tracciato di superficie, in direzione dell'aeroporto, penetrando all'interno del centro cittadino.
Trae il suo nome dall'omonima piazza sita a pochi metri; è stata ultimata nel 2016 nell'ambito della realizzazione della nuova tratta Galatea-Stesicoro, e l'apertura al pubblico risale al 20 dicembre dello stesso anno.
Essa è di tipologia sotterranea, ed è gestita dalla Ferrovia Circumetnea.
Stesicoro è il capolinea sud provvisorio della linea in attesa del completamento della tratta Stesicoro-Palestro, e quindi dell'ulteriore estensione della linea sino all'aeroporto di Fontanarossa. I colori identificativi nei rivestimenti sono il bianco ed il grigio, bicromia tipica del barocco etneo, le insegne sono color oro.

## Ubicazione

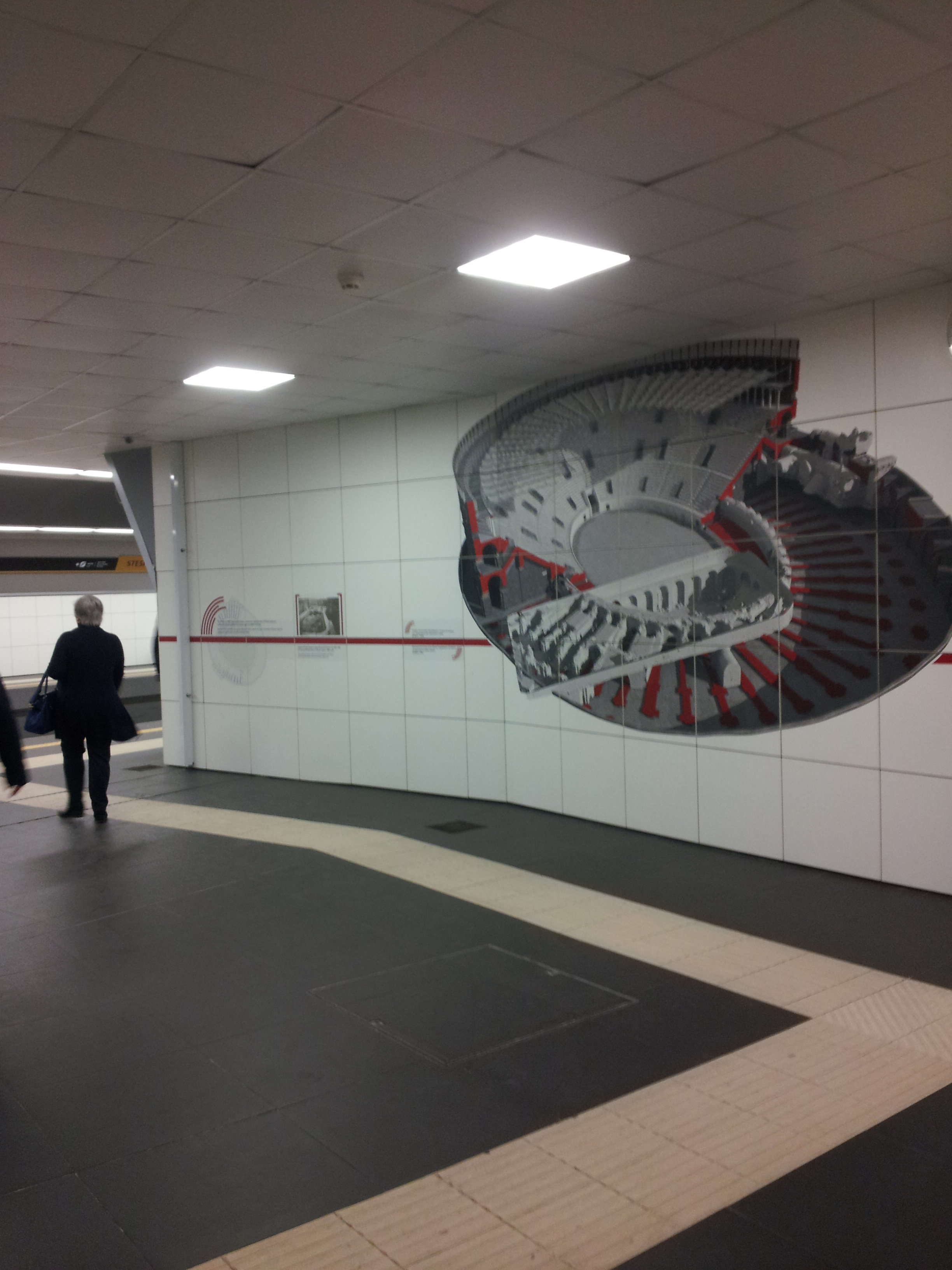
Una delle decorazioni parietali che caratterizzano la stazione metro Stesicoro

La stazione è ubicata nel cuore della città e permette di accedere all'area del Barocco catanese dichiarato "Patrimonio dell'Umanità" dall'UNESCO. Dotata di quattro accessi su corso Sicilia tramite scale fisse e mobili, due lato piazza Stesicoro e due lato piazza della Repubblica, nonché di quattro ascensori, da dove è possibile raggiungere numerosi luoghi d'interesse, palazzi storici e monumenti, come piazza Stesicoro e le rovine dell'anfiteatro romano, la chiesa di San Biagio, chiesa di Sant'Agata al carcere, via Etnea con i suoi numerosissimi esercizi commerciali e la villa Bellini, piazza Vincenzo Bellini dove sorge il Teatro massimo Vincenzo Bellini. A poca distanza, in piazza Carlo Alberto, e raggiungibile il grande mercato all'aperto, detto fera 'o luni. A poche centinaia di metri si giunge in piazza dell'Università, sede storica dell'Università di Catania, e in piazza Duomo, sede del Palazzo degli Elefanti, della Cattedrale di Sant'Agata e della fontana dell'Elefante, simbolo della città. Facilmente raggiungibili la via dei Crociferi, ricca di chiese ed edifici barocchi ed il teatro romano in via Vittorio Emanuele II.

## Museo diffuso della Città di Catania
La stazione è una delle sedi del "Museo Diffuso della Città di Catania", in corso di allestimento presso alcune stazioni della metropolitana etnea. Nel caso della stazione Stesicoro, la prima ad ospitarne una sede, il tema è l'Anfiteatro romano di Catania, le cui rovine monumentali sorgono nella vicina piazza Stesicoro. Sulle pareti della stazione sono presenti rappresentazioni grafiche e testuali dell'edificio di epoca romana, uno dei più grandi dell'impero.

## Servizi
La stazione è dotata di:
- Ascensori per portatori di handicap;
- Scale mobili;
- Servizio di video sorveglianza;
- Biglietteria automatica;
- Annuncio sonoro annunciante l'arrivo dei treni.

## Interscambio
La fermata è in corrispondenza di numerose autolinee urbane.
- autobus urbani dell'AMTS
- Stazione taxi